# Thelma (film fra 1918)
Thelma er en britisk stumfilm fra 1918 af A.E. Coleby og Arthur Rooke.

## Medvirkende
- Malvina Longfellow - Thelma
- Arthur Rooke - Phillip Errington
- Maud Yates - Violet Vere
- Marsh Allen - Francis Lennox
- Leal Douglas